# Овчеполці
Овчепо́лці (болг. Овчеполци) — село в Пазарджицькій області Болгарії. Входить до складу общини Пазарджик.

## Населення
За даними перепису населення 2011 року у селі проживали 972 особи.
Національний склад населення села:
| Національність   | Кількість осіб | Відсоток |
| ---------------- | -------------- | -------- |
| болгари          | 725            | 81,2%    |
| цигани           | 165            | 18,5%    |
| не визначились   | 0              | 0%       |
| Всього відповіли | 893            |          |

Розподіл населення за віком у 2011 році:
Динаміка населення: